# Trofeo Federale 2004
Il Trofeo Federale 2004 è stato la 19ª edizione di tale competizione, e si è concluso con la vittoria del Domagnano, al suo terzo titolo.

## Risultati
- Semifinali - 22 settembre 2004

A)  Pennarossa -  Virtus 3 - 3 d.t.s. (4 - 5 dopo i rigori)
B)  Domagnano -  Cailungo  4 - 1
- Finale - 20 ottobre 2004

C)   Virtus -  Domagnano 1 - 5